# Lutalo Muhammad
Lutalo Muhammad (ur. 3 czerwca 1991 w Londynie) – brytyjski zawodnik taekwondo, brązowy medalista olimpijski, mistrz Europy.
Brązowy medalista igrzysk olimpijskich w Londynie w 2012 roku w kategorii do 80 kg. Mistrz Europy 2012 w kategorii do 87 kg.